# Morse (film)
Pour les articles homonymes, voir Morse.
Pour plus de détails, voir Fiche technique et Distribution.
Morse (Låt den rätte komma in) est un film d'horreur suédois réalisé par Tomas Alfredson et sorti en 2008.
Tiré du roman Laisse-moi entrer (intitulé Låt den rätte komma in en version originale) de John Ajvide Lindqvist, le film relate la relation entre un garçon de 12 ans, victime de harcèlement scolaire, et sa voisine qui se révèle être un vampire. Si le film n'a eu qu'un modeste succès en salles, il reçut en revanche un très bon accueil critique et fut récompensé dans de nombreux festivals. Un remake américain, Laisse-moi entrer, est sorti en 2010.

## Synopsis

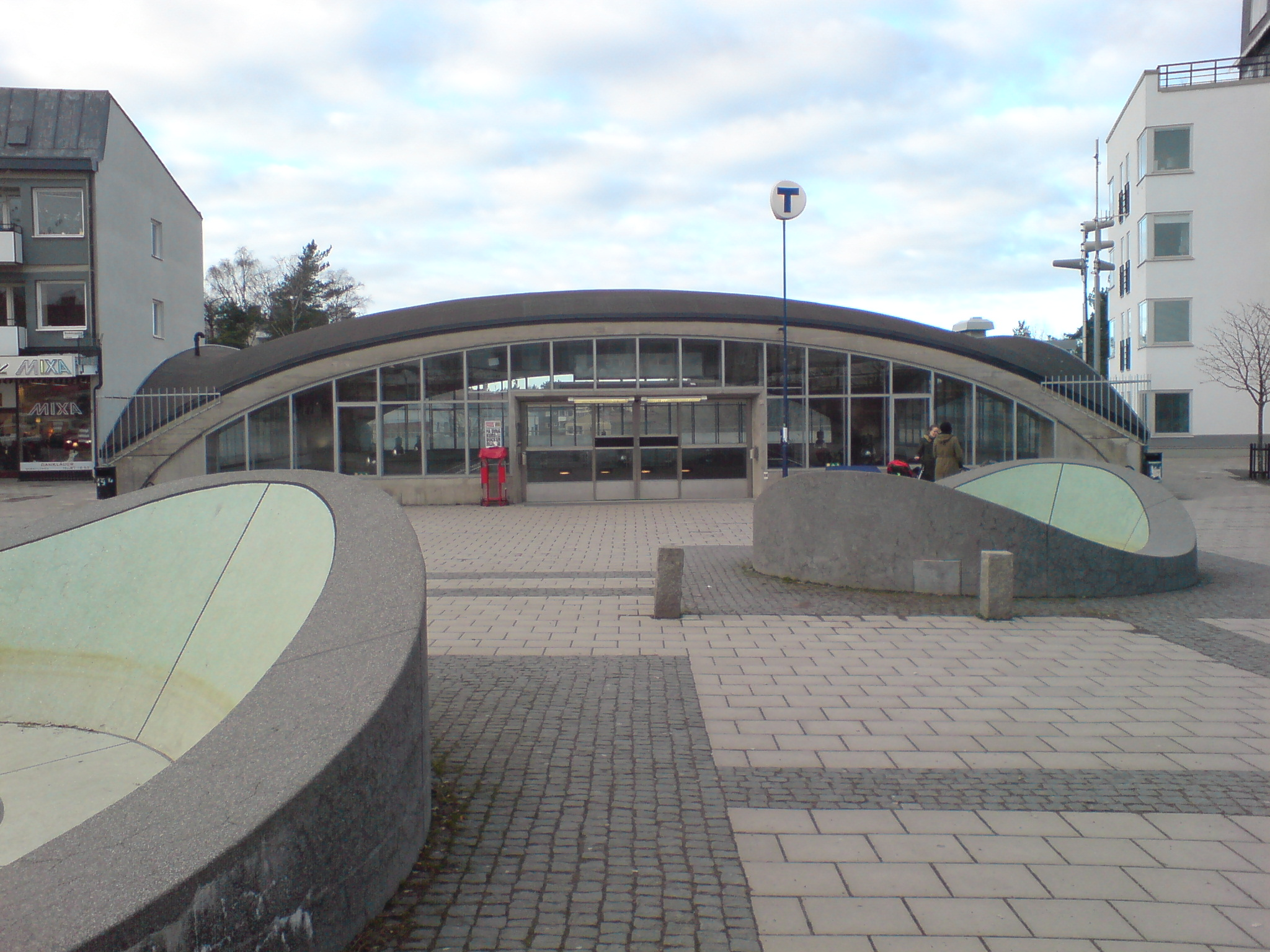
La station de métro de Blackeberg, qui apparaît dans le film.

L'histoire se déroule à Blackeberg, dans la banlieue de Stockholm, au début des années 1980. Oskar, un jeune garçon solitaire, timide et mauvais en sport âgé de 12 ans, endure quotidiennement les moqueries et le harcèlement des élèves de son école, et ne trouve pas le courage de répliquer. Il vit avec sa mère Yvonne, séparée d'Erik, le père d'Oskar qu'il voit rarement. Il passe ses nuits à rêver de vengeance et à répéter des attaques au couteau dans la cour de son immeuble. Un soir, il rencontre Eli, qui vient d'emménager dans le quartier avec Håkan, un homme qui semble être son père. Eli a l'apparence d'une jeune fille de 12 ans mais est étrangement pâle, ne sort que la nuit et ne paraît pas être affectée par le froid de l'hiver suédois. Très vite, Oskar est intrigué par Eli. Avec le temps, ils commencent à nouer des liens, Oskar prêtant son Rubik's Cube à Eli, et tous deux échangeant des messages en morse à travers leur mur adjacent. Après avoir interrogé Oskar au sujet d'une coupure à la joue, Eli apprend que le garçon est intimidé par ses camarades de classe et l'encourage à se défendre.
Håkan tue un passant pour récolter du sang frais pour Eli, mais il est interrompu dans sa tâche par un promeneur. Eli est alors poussée à tuer Jocke, un habitant du quartier. Gösta, un homme vivant en reclus avec ses chats, est témoin de l'attaque depuis son appartement mais ne signale pas l'incident. Håkan cache le corps de Jocke dans un trou de glace dans un lac. Plus tard, Håkan fait une autre tentative pour obtenir du sang pour Eli en piégeant un adolescent dans un vestiaire après l'école. Les amis du garçon vont voir ce qui le retient. Avant d'être découvert, Håkan verse de l'acide chlorhydrique sur son propre visage, se défigurant pour empêcher les autorités de l'identifier. Eli apprend que Håkan a été emmené à l'hôpital et escalade le bâtiment pour accéder à sa chambre. Håkan ouvre la fenêtre pour Eli et lui offre son cou ; après l'avoir nourri, Håkan tombe par la fenêtre et meurt. Eli se rend à l'appartement d'Oskar et lui déclare qu'elle n'est pas une fille. Oskar accepte la nature peu claire de leur relation.
Au cours d'une excursion de patinage sur glace au lac, certains des camarades d'Oskar découvrent le corps de Jocke. En même temps, Oskar s'oppose enfin à ses bourreaux et frappe le chef des brutes, Conny, sur la tête avec un bâton. Quelque temps plus tard, Oskar suggère à Eli qu'ils forment un lien de sang, et se coupe la main, demandant à Eli de faire de même. Eli, assoiffée mais ne voulant pas faire de mal à Oskar, lape le sang versé avant de s'enfuir. Virginia, une femme du quartier est ensuite attaquée par Eli. Lacke, son petit ami, arrive à temps pour interrompre l'attaque. Virginia survit, mais découvre qu'elle est devenue douloureusement sensible à la lumière du soleil, puis est férocement attaquée par les chats de Gösta. À l'hôpital, Virginia, qui a réalisé ce qu'elle est devenue, demande à un infirmier d'ouvrir les stores de sa chambre. Quand la lumière du soleil entre, elle s'enflamme.
Réalisant sa véritable nature, Oskar confronte Eli, qui admet être un vampire. Oskar est d'abord bouleversé par le besoin d'Eli de tuer des gens pour survivre. Cependant, Eli insiste sur le fait que leur nature sanguinaire est semblable, en ce sens qu'Oskar rêve de tuer ses bourreaux et qu'Eli a besoin de tuer. Lacke, désespéré par la mort de Virginia, traque Eli. En entrant par effraction, il la découvre endormie dans la baignoire. Il se prépare à la tuer, mais Oskar, qui se cachait dans l'appartement, intervient. Eli se réveille immédiatement, saute sur Lacke et le tue, buvant son sang. Eli remercie Oskar et l'embrasse. Cependant, Eli se rend compte que rester ici n'est pas sûr et part la même nuit.
Le lendemain matin, Oskar reçoit un appel téléphonique d'un ami de Conny qui l'attire à la piscine. Plusieurs enfants, menés par Conny et son frère aîné Jimmy, allument un feu pour attirer l'enseignant responsable à l'extérieur, et entrent dans la piscine. Jimmy force Oskar à rester sous l'eau, menaçant de lui arracher l'œil s'il ne retient pas son souffle pendant trois minutes. Pendant qu'Oskar est retenu sous l'eau, Eli arrive et le sauve en tuant et démembrant les brutes, à l'exception du plus réticent d'entre eux, qu'elle laisse sanglotant sur un banc. Plus tard, Oskar voyage en train avec Eli cachée dans un coffre à côté de lui, à l'abri de la lumière du soleil, et communique en morse avec elle.

## Fiche technique
- Titre original : Låt den rätte komma in
- Titre français : Morse
- Titre anglais : Let the Right One In
- Réalisation : Tomas Alfredson

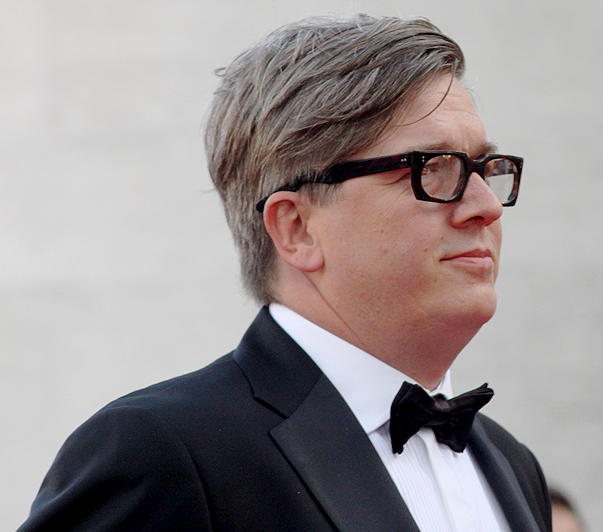
Le réalisateur Tomas Alfredson.

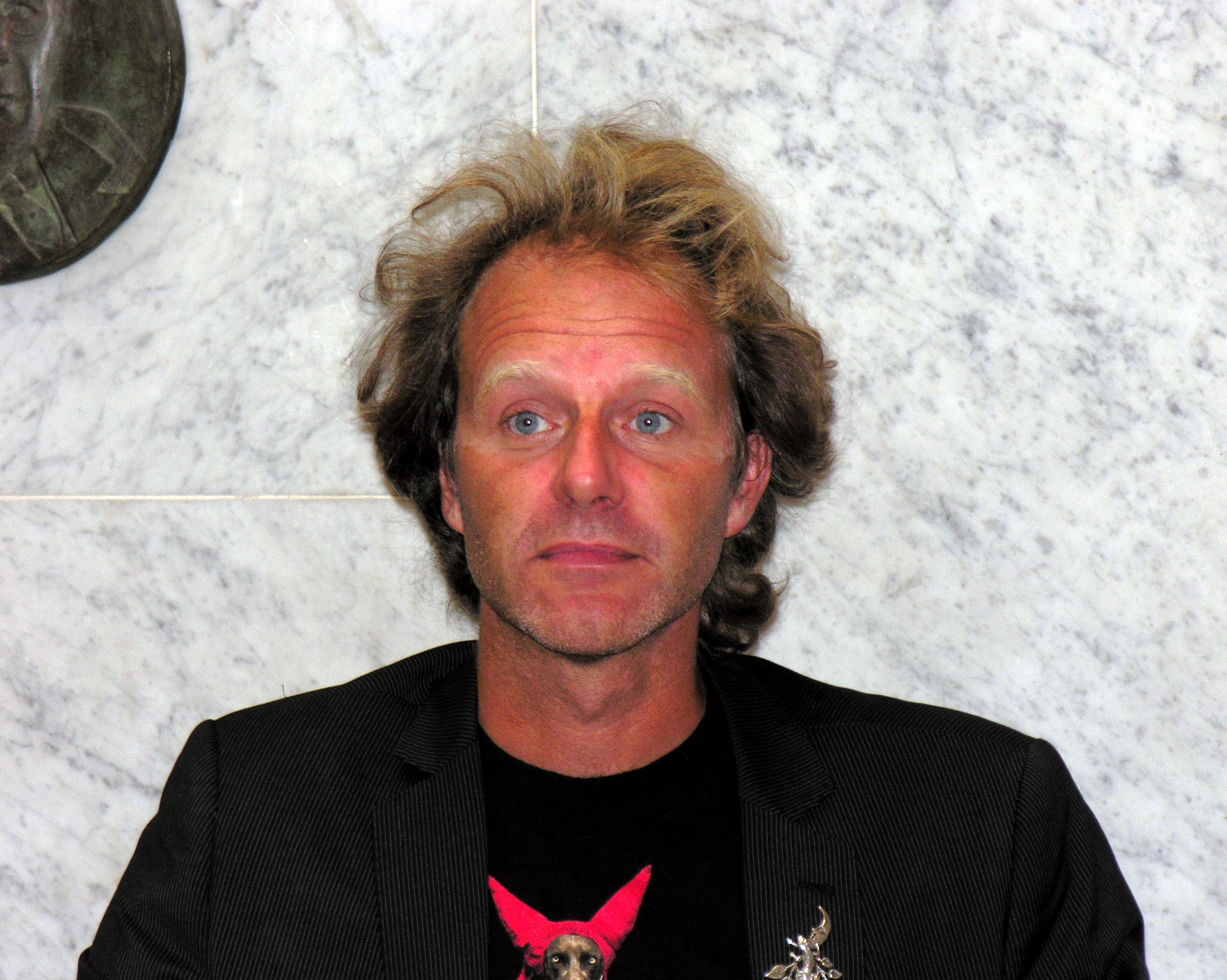
John Ajvide Lindqvist, auteur du roman originel et scénariste de l'adaptation cinématographique.

- Scénario : John Ajvide Lindqvist, d'après son roman Laisse-moi entrer
- Décors : Eva Norén
- Costumes : Maria Strid
- Photographie : Hoyte Van Hoytema
- Montage : Tomas Alfredson, Dino Jonsäter
- Musique : Johan Söderqvist
- Production : Carl Molinder
- Société(s) de production : Efti (Suède), Overture Films (États-Unis), Hammer Film Productions (Grande-Bretagne)
- Société(s) de distribution : Chrysalis Films (France), Mongrel Media (Canada)
- Pays d'origine :  Suède
- Langue originale : suédois
- Genre : Horreur, fantastique, drame
- Durée : 115 minutes
- Dates de sortie :
  - Suède : 26 janvier 2008 (première mondiale au Festival de Göteborg) ; 24 octobre 2008 (sortie nationale)
  - France : 31 janvier 2009 (Festival de Gérardmer) ; 4 février 2009 (sortie nationale)
  - Suisse : 3 juillet 2008 (Festival de Neuchâtel) ; 2 avril 2009 (Suisse alémanique)
  - Belgique : 20 avril 2009 (Festival de Bruxelles) ; 15 juillet 2009 (sortie nationale)
- Film interdit aux moins de 12 ans lors de sa sortie en France.

## Distribution

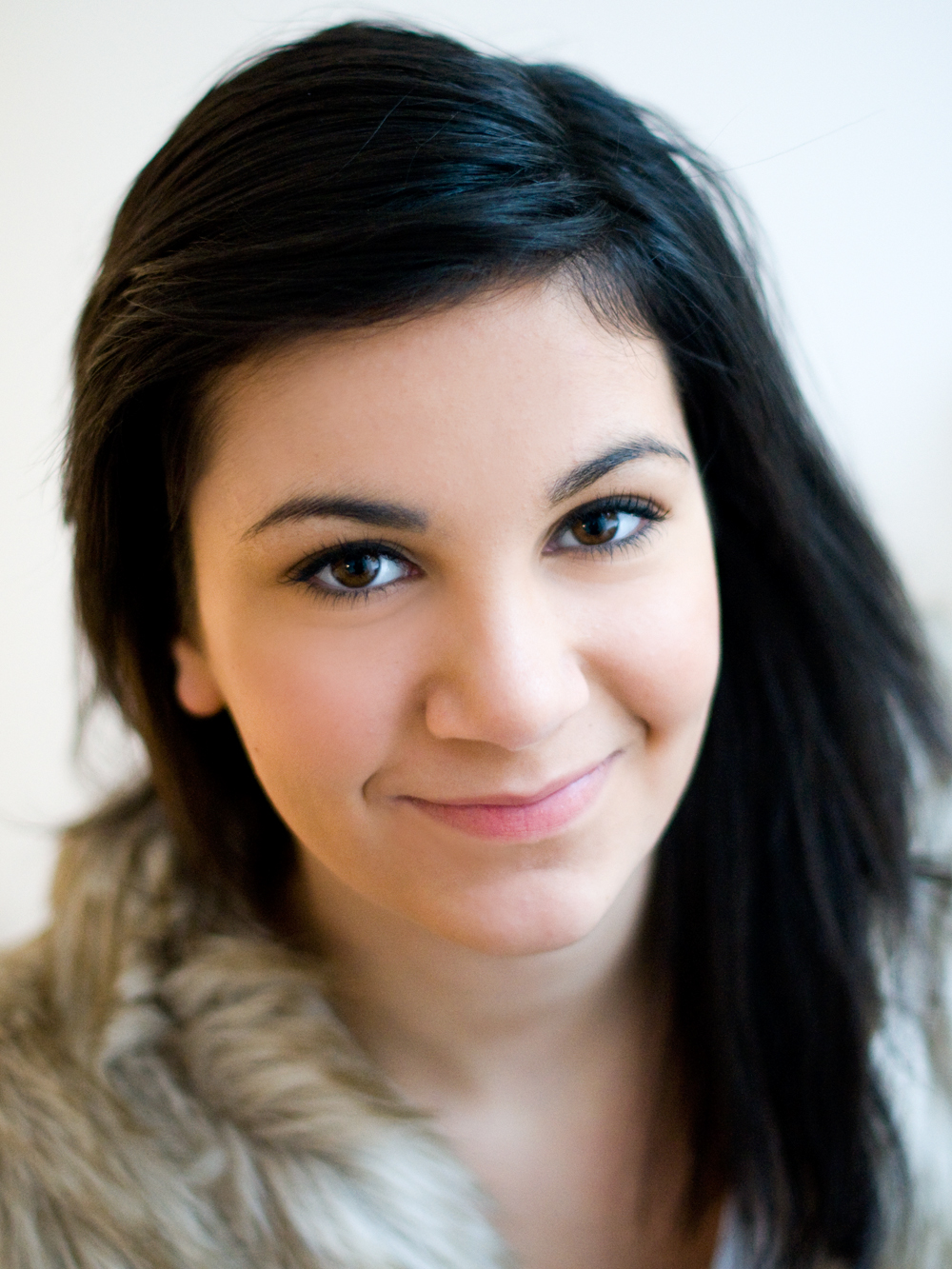
Lina Leandersson.

- Kåre Hedebrant (V. F. : Claire Beaudoin) : Oskar
- Lina Leandersson (V. F. : Capucine Lespinas) : Eli
- Per Ragnar (V. F. : Hugues Martel) : Håkan
- Henrik Dahl (V. F. : Fred Cacheux) : Erik
- Karin Bergquist (V. F. : Sandy Boizard) : Yvonne
- Peter Carlberg (V. F. : Hugues Boucher) : Lacke
- Ika Nord (V. F. : Isabelle Bouchemaa) : Virginia
- Mikael Rahm (V. F. : Pierre Diot) : Jocke

## Production

### Différences par rapport au livre
Certains faits du livre sont absents dans le film. Dans le livre, il est révélé qu'Eli (de son vrai nom Elias) a vu sa morphologie masculine modifiée par le vampirisme et qu'elle n'est ni une fille ni un garçon, fait seulement suggéré dans le film : la scène où Eli enfile une robe, on constate qu'elle n'a pas de sexe (c'est-à-dire ni phallus, ni vagin) ; Eli demande à Oskar s'il l'apprécierait toujours si elle n'était pas une fille, puis elle explique à deux reprises : « je ne suis pas une fille ». Plus tard, il a aussi été décidé de redoubler la voix de Lina Leandersson (Eli) avec une voix féminine plus grave (celle de Elif Ceylan) afin de mieux suggérer ce caractère androgyne. Dans le roman, ses caractéristiques vampiriques sont aussi plus explicites : Eli peut ainsi transformer ses mains et ses pieds en véritables serres griffues, et peut également déployer une membrane entre ses bras et son corps pour voler.
L'impact d'Håkan (l'homme vivant avec Eli) sur l'intrigue a lui aussi été réduit, car dans le roman, il est franchement pédophile. Son attirance pour Eli a été supprimée ainsi que sa renaissance en mort-vivant après avoir été tué à l'hôpital.

### Tournage
Le film se déroule à Blackeberg, dans la banlieue de Stockholm, mais a principalement été tourné à Luleå, dans le Nord de la Suède, pour assurer l'enneigement et un climat froid. Le quartier dans lequel le film a été tourné a été construit à la même période que Blackeberg et possède une architecture similaire.

### Technique et effets spéciaux
La scène de la piscine a été tournée sur fond bleu puis les éléments comme la tête de Jimmy ont été rajoutés par la suite ; les pieds qu'on voit bouger au-dessus de l'eau ont été filmés en suspendant un acteur au-dessus de l'eau et en le faisant bouger, avant que ces plans ne soient également incrustés sur le fond bleu.

### Musique
En plus de la musique originale composée par Johan Söderqvist, le film utilise plusieurs chansons préexistantes. Lors de la scène de la piscine, le réalisateur choisit Flash in the Night, une chanson du groupe suédois Secret Service de 1981, considérant qu'elle « a un côté claustrophobique qui colle parfaitement au film ».

## Accueil

### Accueil critique
Le film a reçu un accueil critique quasi unanime. 98 % de critiques positives sont recueillis sur Rotten Tomatoes, plébiscité pour sa photographie autant que pour le jeu des deux jeunes acteurs.
Selon Allociné, qui mentionne une moyenne de 4,0/5 pour les spectateurs, et 4,1/5 pour 20 titres répertoriés, la presse française a réservé un très bon accueil d'ensemble au film.

### Box-office
Le film a rapporté plus de 12 247 000 $ au box-office mondial pour un budget de 4 500 000 $. Il a réalisé plus de 200 000 entrées au Royaume-Uni, plus de 150 000 en Suède et en Espagne, et 47 600 en France.

### Distinctions

#### Récompenses

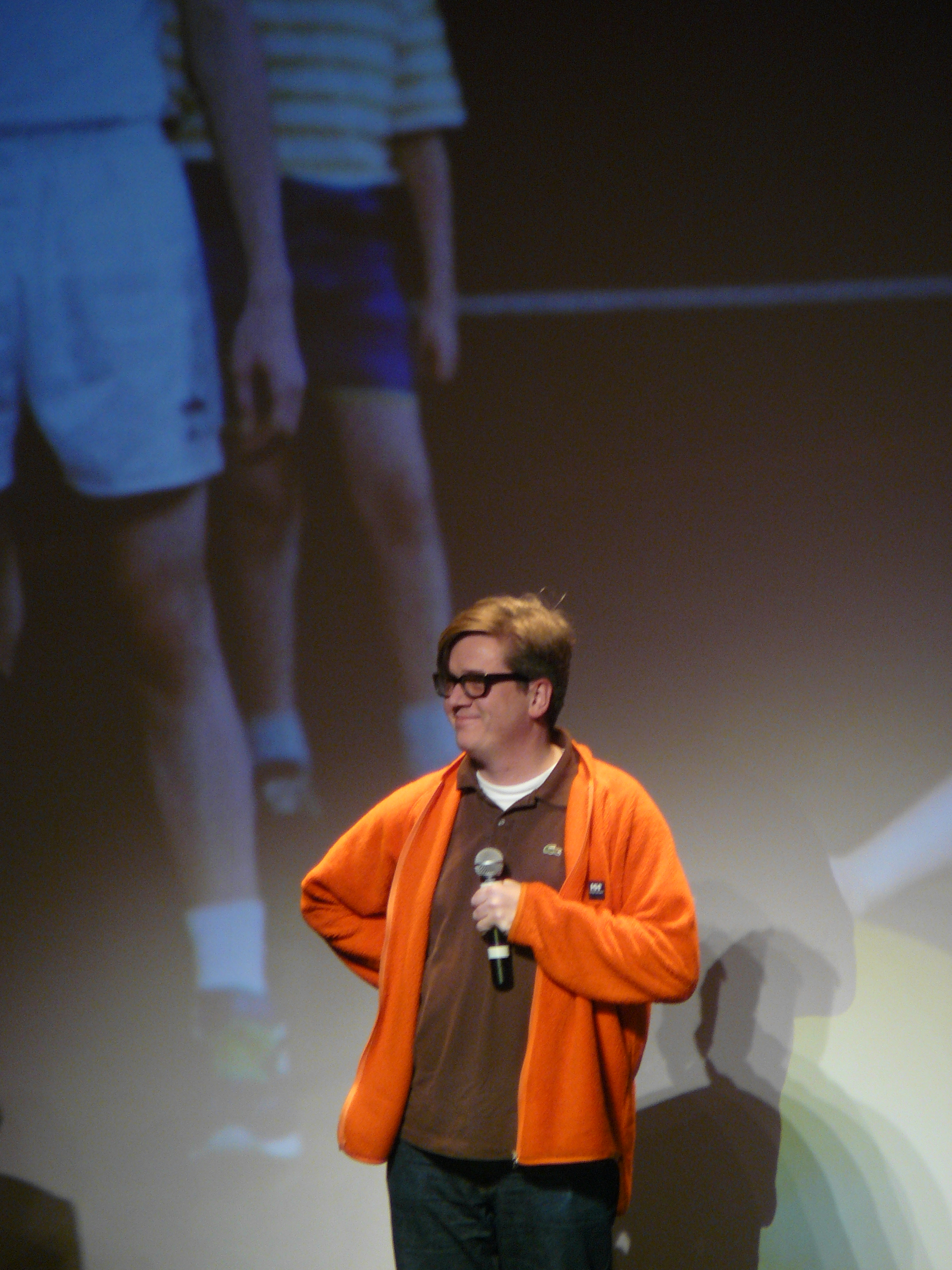
Tomas Alfredson lors de la présentation du film au Festival de Gérardmer 2009.

- Meilleur film et meilleure photographie au 31e festival international du film de Göteborg
- Meilleur film au Festival du film de TriBeCa 2008
- Méliès d'argent au 8e festival international du film fantastique de Neuchâtel
- Meilleur film, meilleur réalisateur et meilleure photographie au festival FanTasia 2008[7]
- Meilleur film, meilleur réalisateur et meilleure photographie aux European Independent Film Critics Awards
- Prix de la critique et meilleur réalisateur au 12e festival international du film fantastique de Puchon
- Prix de la critique au festival NatFilm 2008
- Prix de la critique au festival international du film de Toronto 2008
- Méliès d'or du meilleur film fantastique européen de 2008
- Grand prix et prix de la critique du festival Fantastic'Arts de Gérardmer en 2009
- Silver Scream Award au Festival du film fantastique d'Amsterdam en 2009
- Meilleur film étranger aux British Independent Film Awards 2009
- London Film Critics Circle Awards - Meilleur film en langue étrangère
- Guldbagge Awards 2009 : meilleure réalisation, meilleur scénario et meilleure photographie
- Saturn Award du meilleur film international 2009
- Empire Award du meilleur film d'horreur 2010

#### Nominations
- Prix du cinéma européen 2009 : meilleur film, meilleur compositeur, prix du public
- BAFTA Awards 2010 : Meilleur film en langue étrangère
- Guldbagge Awards 2009 : meilleur film
- Saturn Award du meilleur scénario 2009

## Remake américain
Avant même sa sortie dans son pays d'origine, les droits du film étaient cédés pour que Matt Reeves réalise un remake américain pour Overture Films et Hammer Films, cette dernière société ayant acquis les droits lors du Festival du film de TriBeCa 2008. Le remake est sorti en 2010 sous le titre Let Me In, puis en français sous le titre Laisse-moi entrer. Tomas Alfredson, qui n'a pas pu empêcher la transaction, a déclaré ceci à propos du remake : « les remakes devraient être faits à partir de films ratés ou peu réussis, cela permettrait de régler ce qui ne fonctionnait pas dans l'original ».